# Fagin (Charles Dickens)

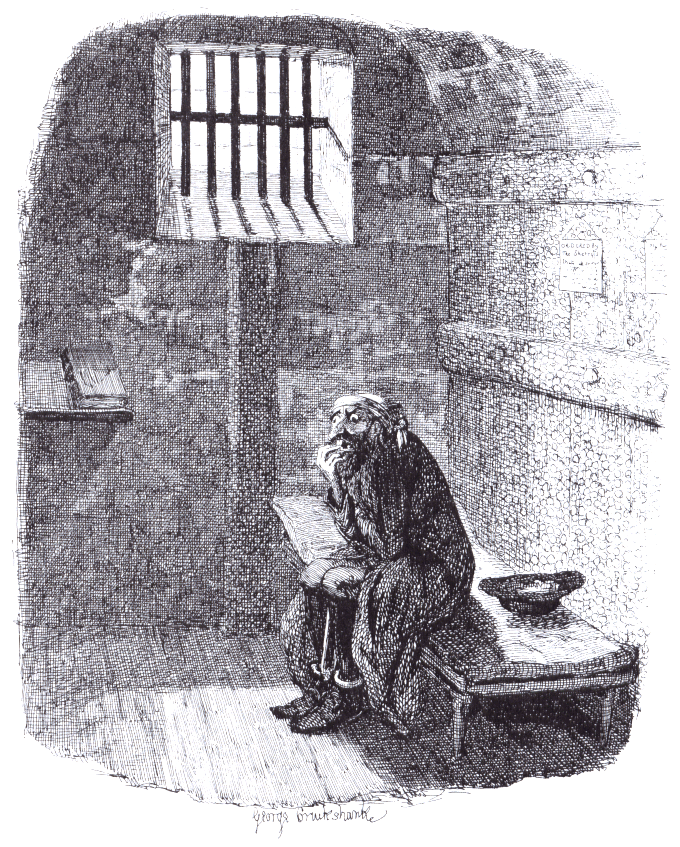
Fagin in der Zelle, Kupferstich von George Cruikshanks in der Originalausgabe des Romans von 1837

Fagin ist eine bis heute kontrovers diskutierte fiktive literarische Figur im Gesellschaftsroman Oliver Twist, den der englische Schriftsteller Charles Dickens zwischen 1837 und 1839 veröffentlichte. Fagin wird von Dickens als ekelhaft aussehender Hehler mit jüdischer Herkunft und Anführer einer Diebesbande porträtiert, der arme Waisenkinder zu Dieben macht und sie später ihrem Schicksal überlässt. Auch Geldgier und Geiz gehören zu den Merkmalen der Figur.

## Öffentliche Diskussion über die Romanfigur Fagin
Die literarische Figur des Fagin war schon zu Lebzeiten von Charles Dickens und ist bis heute Gegenstand von teils sehr kontrovers geführten Diskussionen. So seien in Dickens Roman Oliver Twist Generationen von Lesern in der englischsprachigen Welt Vorurteile über Juden vermittelt worden. Die antisemitischen Stereotypen, mit denen Dickens die Figur des Fagin in der ersten Auflage seines Romans zeichnet, wurden in späteren Auflagen von Dickens selbst abgemildert. Dessen ungeachtet wird Fagin von Dickens an 257 Textstellen als „der Jude“ bezeichnet. Um sich für seine Darstellung der Figur Fagin zu rechtfertigen, hatte Charles Dickens unter anderem erklärt: „Ich spreche stets nur gut über sie [die Juden], ob zu Hause oder in der Öffentlichkeit“, aber „leider ist es auch wahr, dass diese Art Verbrecher fast ausschließlich Juden sind“. 
Bei den zahlreichen medialen Bearbeitungen des Romans Oliver Twist, insbesondere Verfilmungen, sind die entsprechenden Passagen häufig gekürzt oder gänzlich beseitigt. Die britische Kinofassung von Oliver Twist von 1948 mit Alec Guinness als Darsteller des Fagin wurde in den USA erst 1951 aufgeführt, nachdem als antisemitisch empfundene Szenen von einer Gesamtdauer von zwölf Minuten aus dem Film geschnitten worden waren.

## Darstellung der Figur in Film, Fernsehen und Musical (Auswahl)
- Im Film Oliver Twist aus dem Jahr 1933 von William Cowen spielte Irving Pichel Fagin.
- Alec Guinness spielte Fagin im Film Oliver Twist aus dem Jahr 1948 von David Lean.
- Im Broadway-Musical Oliver! (1964) von Lionel Bart spielte Clive Revill Fagin.
- 1968 wurde Barts Musical von Carol Reed verfilmt: Ron Moody spielte Fagin im Film Oliver.
- Für einen Fernsehfilm spielte 1982 George C. Scott Fagin.
- 1985 spielte Eric Porter Fagin in einer Produktion fürs Fernsehen.
- In Roman Polańskis Film Oliver Twist von 2005 spielte Ben Kingsley Fagin.
- 2007 spielte Timothy Spall Fagin im Film Oliver Twist von Coky Giedroyc.
- Zwischen 2015 und 2016 wurde die Serie der BBC2 Dickensian produziert. Hier wurde Fagin von Anton Lesser dargestellt.
- 2021 spielte Michael Caine Fagin in der modernen Filmadaptation Twist.

## Sonstiges
- In der Folge Mein Kälbchen Fagin (Staffel 5, Folge 7) der Serie Unsere kleine Farm benennt Albert sein Kalb nach der Dickens-Figur.